# Wang Qingling
Wang Qingling (chinesisch 王庆铃; * 14. Januar 1993) ist eine chinesische Leichtathletin, die sich auf den Siebenkampf spezialisiert hat.

## Sportliche Laufbahn
Ihren ersten internationalen Wettkampf bestritt Wang Qingling bei den Juniorenweltmeisterschaften 2012 in Barcelona, bei denen sie mit 5598 Punkten den siebten Platz belegte. Zwei Jahre später siegte sie bei den Hallenasienmeisterschaften in Hangzhou mit 4246 Punkten vor der Usbekin Yuliya Tarasova. Im Herbst gewann sie bei den Asienspielen im südkoreanischen Incheon mit 5856 Punkten die Silbermedaille und musste sich dabei nur der Usbekin Yekaterina Voronina geschlagen geben. 2015 nahm sie erstmals an den Asienmeisterschaften im heimischen Wuhan teil und wurde dort mit 4995 Punkten Achte. 2018 nahm sie erneut an den Asienspielen in Jakarta teil und gewann erneut mit 5954 Punkten die Silbermedaille; diesmal hinter der Inderin Swapna Barman. Im Jahr darauf gewann sie bei den Asienmeisterschaften in Doha mit 5829 Punkten die Bronzemedaille hinter der Usbekin Voronina und Barman aus Indien.
2014 und 2015 sowie 2017 und 2018 wurde Wang chinesische Meisterin im Siebenkampf. Sie absolvierte ein Studium an der Jimei University in Xiamen. 

## Persönliche Bestleistungen
- Siebenkampf: 6033 Punkte, 3. September 2017 in Tianjin
  - Fünfkampf (Halle): 4415 Punkte, 22. März 2014 in Peking (Chinesischer Rekord)